# Lennart Johansson
 Der er flere personer med dette navn, se Lennart Johansson (flertydig).
Lennart Johansson (født 5. november 1929, død 4. juni 2019) var en svensk idrætsleder. Han var præsident for UEFA fra 1990 til 2007. 
I april 2005 blev han genvalgt for en ny toårs periode. Han blev i 2007 afløst af Michel Platini.
Han var også vicepræsident i FIFA, og i 1998 var han kandidat til at efterfølge brasilianeren João Havelange som organisationens præsident, men Joseph Blatter blev i stedet valgt.